# مرض هيلي- هيلي
مرض هيلي-هيلي ب (الإنجليزية Haily-Hailey disease).ويسمى أيضا بالفقاع المزمن الحميد العائلي .وهو
مرض جلدي وراثي، ينتقل بالوراثة، يظهر على شكل إلتهاب جلد منفظ. يصيب بالدرجة الأولى الرقبة والأربية والإبط، ويتميز بحويصلات وفقاعات تتحول إلى جروح متقشرة ذات حواف حويصلية عالية. وتعود تسمية المرض ب«هيلي هيلي» إلى الاخوة هيلي الذين اكتشفوه في عام 1939.

## الأعراض
مرض هيلي- هيلي يكون أكثر شيوعاً في العقد الثالث أو الرابع من العمر، بالرغم من أنه يمكن أن يحدث في أي عمر. يبدأ كطفح جلدي، مؤلم، ينتشر في ثنيات الجلد. تعتبر الآباط، والأرفاغ والرقبة، وتحت الثدي وبين الأرداف أكثر المناطق تأثراً. وتميل الإصابات إلى الاختفاء والرجوع لكنها لا تترك أي ندوب. بينما تتسع الإصابات يصفو مركزها تاركة شكل حلقي نمطي. إذا ظلت الإصابة لبعض الوقت قد تصبح سميكة؛ حينئذ يميل الجلد إلى التعطن مخلفا شقوق مؤلمة. الإصابة البكتيرية الثانوية غير نادرة، ويمكن أن تتسبب في رائحة كريهة. قد يظهر أيضا خطوط بيضاء على الأظفار وتنقير في الكفوف.

## السبب
مرض هيلي- هيلي مرض جلدي موروث. العيب الوراثي المسئول هو نقص بروتين العوز الأحادي الجانب(Haploinsufficiency) لانزيم الكالسيوم، لكن حتى الآن ليس هناك اختبار تشخيصي متاح لأفراد العائلة. قد حدثت إصابات متفرّقة عَرَضياً بدون تاريخ عائلة مشابه.
العيب الوراثيّ يؤدى إلى أن الخلايا الجلدية في البشرة (طبقة العليا من الجلد) تصير غير ملتصقة بعضها البعض. فالخلايا، في الطبيعى، تكون معبأة معا بإحكام بنفس طريقة الطوب والأسمنت. المصابون بمرض هيلي-هيلي لديهم عيب في «الاسمنت» فتتداعى الخلايا، مثل السور الطوبى المحطم.
الحرارة، العرق والاحتكاك كثيرا مايؤدي إلى تفاقم المرض، ولدى معظم المرضى أعراض أسوأ أثناء أشهر الصيف، بسبب الحرارة.

## العلاج
إلى الآن لا يوجد شفاء من مرض هيلي- هيلي. والعلاج يهدف فقط إلى التقليل من الأعراض ومنع النوبات المصاحبة للمرض من العودة. ومن الأدوية هي:
- الورتيكوستيرويد،(الكورتزون).وهو كريم فعال في معالجة الإصابات ومنع تفاقم المرض.
- خليط كورتيكوستيرويد. مع مضاد حيوي.
- بنزويل بيروكسايد. وهو كريم مضاد للبكتيريا.
- كالسيبوتريول (ديفونيكس).وهو كريم قد يفيد في بعض المرضى.
- أسيكلوفير. يعطى عن طريق الفم، لحالات العدوى، مثل عدوى فيروس الحلأ البسيط (herpes).
- أدوية الأخرى تعطى عن طريق الفم لحالات خاصة مثل (ريتينويدز، سايكلوسبورين،دابسون، وميثوتريكسيت).
- الكمادات المبتلة لتجفيف البقع النازة.
- توكسين البوتيولينوم، لتقليل التعرق.
- العلاج الضّوئي.
- التبخير بالليزر.
- في الحالات الشديدة يمكن أن تجرى جراحة لإزالة الجلد المصاب. وترقيع الجلد واعادة ترميم الجروح.